# Stražnji Vrh
Strážnji Vŕh (nemško Straßenberg) je naselje v Sloveniji v Občini Črnomelj. Leži v Beli krajini in je del Jugovzhodne statistične regije.
Povprečna nadmorska višina naselja je 300 m. Pomembnejše bližnje naselje je Črnomelj (5,2 km). Na severu meji na Rožič Vrh, na SZ na Tušev Dol, na jugu pa na Mavrlen.
Zahodno od naselja se na pobočju nahaja arheološko najdišče sv. Križ, ki obsega zaenkrat neraziskano poznobronastodobno naselbino z nasipom. Najdišče je poimenovano po poznogotski cerkvi sv. Križa iz 15. stoletja.
V vasi se nahaja podružnična cerkev sv. Nikolaja, ki pripada župniji Črnomelj. Ta je bila sprva zgrajena v romanskem slogu v 13. stoletju, a je bila v 17. stoletju barokizirana. V notranjosti je lesen kasetiran in poslikan strop iz 18. stoletja, črno-zlat stranski oltar iz 17. stoletja ter glavni oltar Jerneja Jereba iz leta 1887.